# استصلاح الأراضي في موناكو
يتم استصلاح الأراضي في موناكو لأن الأراضي شحيحة للغاية، حيث أن البلد صغير جدأ، وتبلغ مساحته 2.02 كيلومتر مربع (0.78 ميلاً مربعاً). وبغية حل هذه المشكلة ومواصلة التنمية الاقتصادية، ما فتئ البلد، لسنوات، يضيف إلى المساحة الإجمالية لأراضيه عن طريق استصلاح الأراضي من البحر.

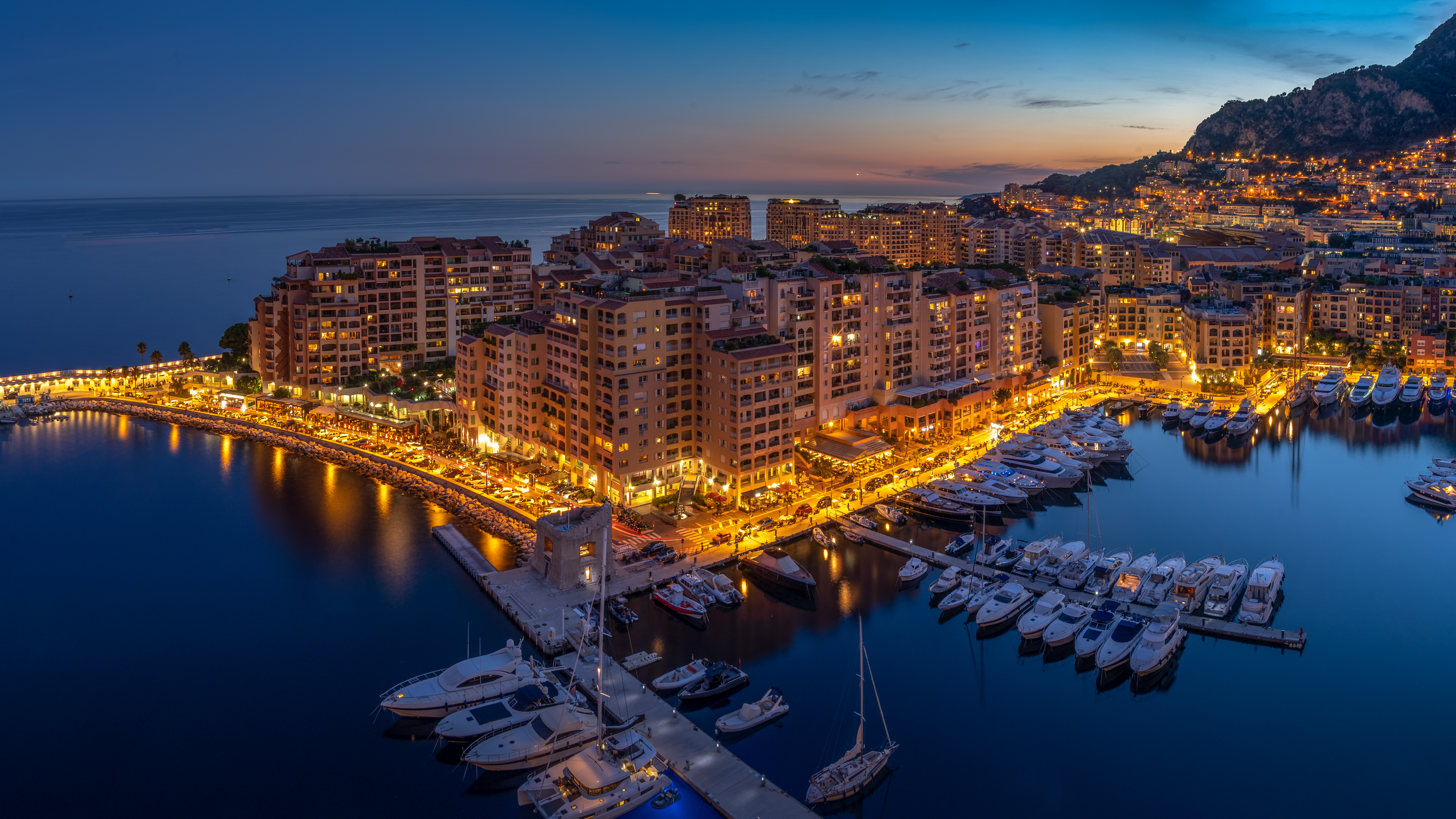
حي فونتفياي

## جغرافيا
وقد شُيدت مقاطعة فونتفياي بأكملها على الأرض التي استصلحت من البحر في الجزء الغربي من موناكو في سبعينات القرن الماضي. وهي أحدث أربعة مناطق تقليدية (مقاطعات) في إمارة موناكو، وهي واحدة من عشر أحياء لأغراض إدارية حديثة.
وأضيفت الأراضي أيضا إلى مناطق لا كوندامين ولارفوتو/باس مولانز.

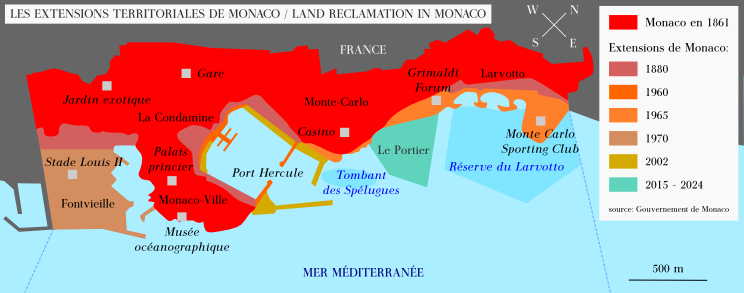
استصلاح الأراضي في موناكو منذ عام 1861

## المشاريع

### لو بورتييه

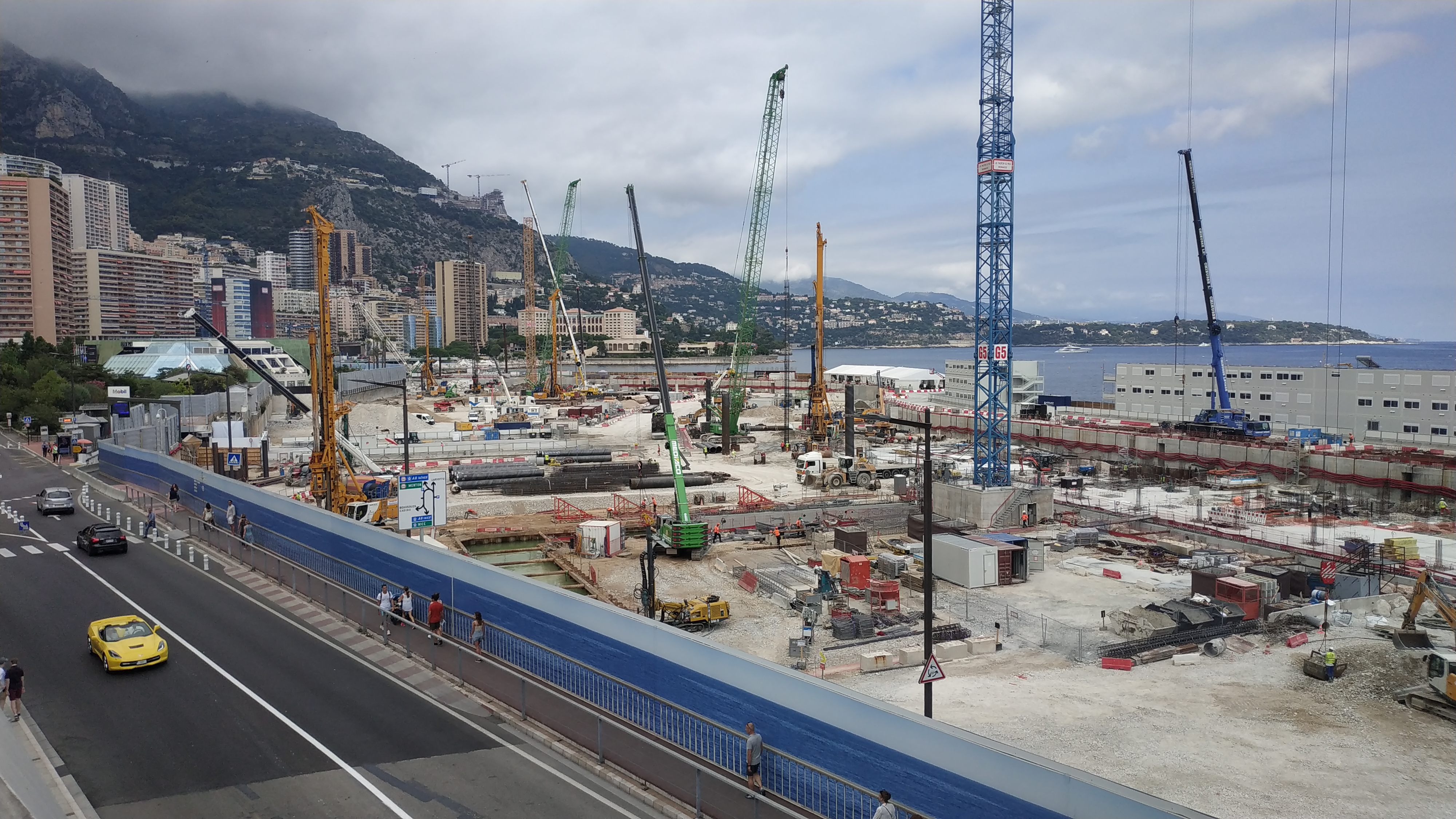
لو بورتييه في يوليو 2020

لو بورتييه، المعروف أيضاً باسم خليج بورتييه، هو مشروع استصلاح الأراضي الرئيسي في موناكو حتى عام 2020. وقد أنجز الاستصلاح نفسه ولكن الأراضي لا تزال غير متطورة ومن المقرر إنجازها بالكامل في عام 2025.

### غيرها
وينوي الأمير ألبرت الثاني حالياً استصلاح المزيد من الأراضي. وهو يعتزم البناء في منطقة البحر الأبيض المتوسط لإنشاء منطقة جديدة تبلغ مساحتها 5 هكتارات (12.5 فدان) في الحجم. وتمتد المنطقة الجديدة من مقاطعة فونتفياي في الجزء الغربي من صخرة موناكو، حيث يقع قصر موناكو والمركز التاريخي. وسيكلف المشروع ما يقدر بـ 11 بليون يورو. وعُلق في عام 2009 بسبب الأزمة المالية العالمية وشواغل الأمير فيما يتعلق بالبيئة البحرية، غير أن المشروع استؤنف في عام 2010، وكان من المقرر إنجازه بحلول عام 2014. بيد أنه حتى عام 2020، لم يكتمل بعد.

## المسائل
إن ساحل موناكو على البحر الأبيض المتوسط هو بالفعل بيئة هشة وضعيفة. وأي مشاريع أخرى لاستصلاح الأراضي تهدد بإزعاج النظام الإيكولوجي الساحلي أو الإضرار به. وقد نظر قادة موناكو إلى احتمال مواصلة استصلاح الأراضي بحذر، وذكروا أنه سيتعين على المشاريع الجديدة أن تفي بالمعايير البيئية الصارمة للحد من الأضرار التي تلحق بالنباتات والحيوانات البرية. وبسبب المخاوف من أن استصلاح الأراضي يمكن أن يلحق الضرر بالنظم الإيكولوجية البحرية المحلية، أصر الأمير ألبرت الثاني على أن يوضع التوسع بالكامل على ركائز متينة، مثل منصة للنفط، من أجل إزعاج قاع البحر بأقل قدر ممكن.